# Otanmäkibanan
| Non-passenger head station |

| Unknown BSicon "eHST" |

| Unknown BSicon "eHST" |

| Straight track | Straight track |

| One way leftward | Unknown BSicon "ABZglr+lr" |

|  | Non-passenger station/depot on track |

|  | Straight track |

| Non-passenger head station |

| Unknown BSicon "eHST" |

| Unknown BSicon "eHST" |

| Straight track | Straight track |

| One way leftward | Unknown BSicon "ABZglr+lr" |

|  | Non-passenger station/depot on track |

|  | Straight track |

Otanmäkibanan är en del av det finländska järnvägsnätet och förgrenar sig från Idensalmi-Kontiomäki-banan och går mot Vuolijoki kommun till Otanmäki. Banans längd är ca 25 km och den räknas som en sidobana. Enbart gods- och statlig trafik sker på banan. 